# Náboženství v Africe

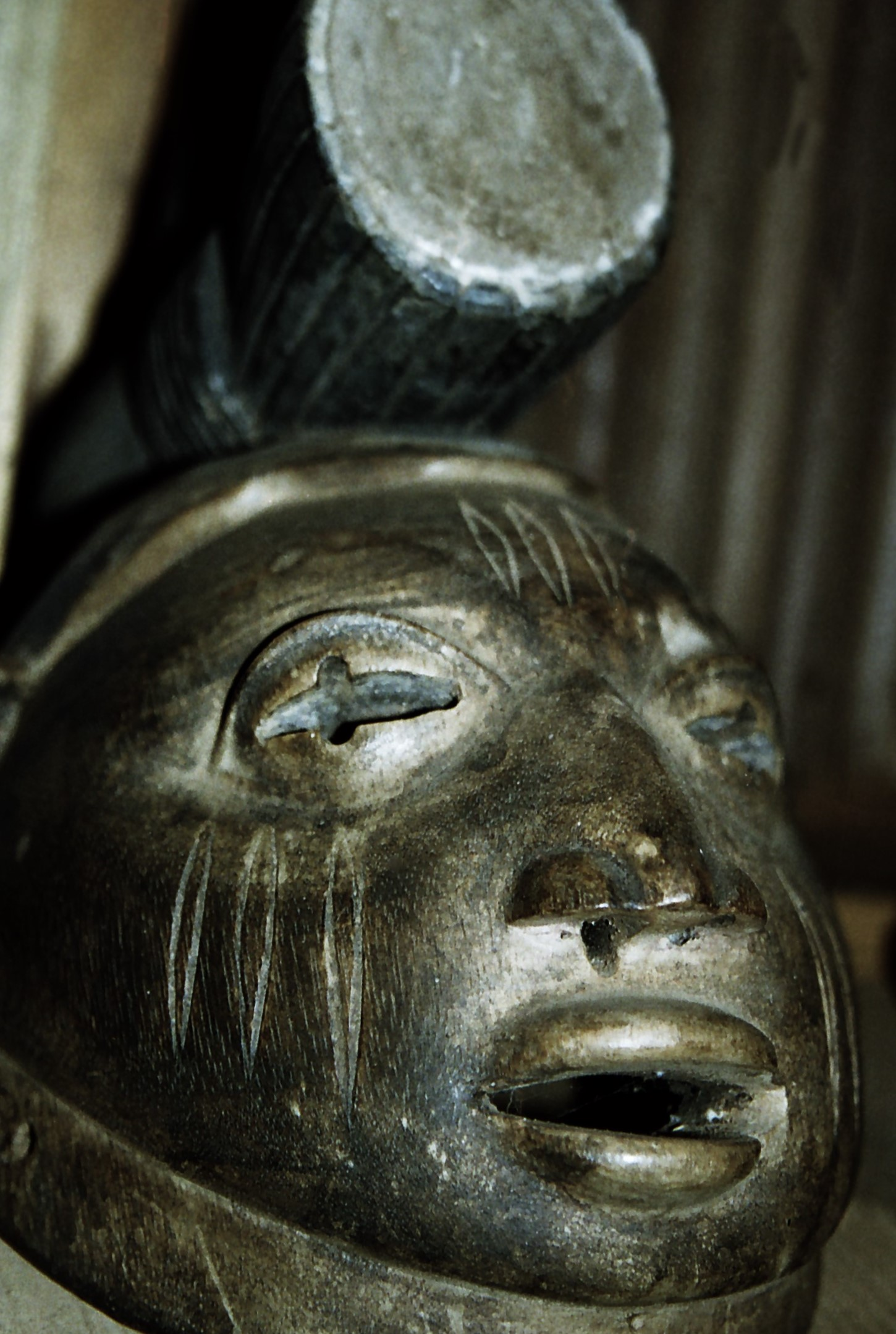
Vodunská soška, Benin.

Náboženství v Africe sestává z islámu, křesťanů včetně etiopských ortodoxních a koptských ortodoxních; víra původních obyvatel; mnoho Afričanů vyznává náboženství, které kombinuje křesťanskou víru s místní vírou. Podle statistik je v Africe 49 % křesťanů (velkého množství denominací s většinou katolíků) a 42 % muslimů (převážně sunnitů, nemalá množina je nekonfesních, menšina šiítů). V Africe ovšem existuje nepřehlédnutelné množství tradičních náboženství jakými jsou vodun, bori, jorubské náboženství, zulu, odinala a další. Náboženský život v Africe je komplexní, podle afrikanisty a religionisty Ondřeje Havelky existuje zejména v subsaharské Africe vícečetná náboženská identita i různé formy náboženských eklekticismů a synkretismů (např. synkretismus vodunu a křesťanství). Rozšířené je rovněž africké čarodějnictví a religiózní fenomény jako Nkisi Nkondi a podobné. I v rámci tradičních náboženství existuje velké množství menších lokálních kultů jako např. Heviosso v beninském vodunu.